# Lewoloba
Lewoloba is een bestuurslaag in het regentschap Flores Timur van de provincie Oost-Nusa Tenggara, Indonesië. Lewoloba telt 1111 inwoners (volkstelling 2010).